# 먼 곳에서
《먼 곳에서》(중국어 간체자: 在远方, 정체자: 在遠方 Zài yuǎn fāng[*], 한자음: 재원방)는 2019년 방송되었던 중국의 드라마이다.

## 소개
- 물류와 인터넷 창업의 물결 속에서 택배업계를 주름잡게 된 주인공의 20년간의 분투를 그린 드라마

## 등장 인물
- 류예 - 야오위안 역
- 마이리 - 루샤오여우 역
- 메이팅 - 류아이롄 역
- 바오젠펑 (保剑锋) - 류윈톈 역
- 쩡리 (曾黎) - 훠메이 역
- 정치 (郑奇) - 가오창 역